# Ignacio Benítez Castañeda
Ignacio Benítez Castañeda (Huelva, 9 de desembre de 1972) és un futbolista andalús, que ocupa la posició de migcampista.

## Trajectòria
Format al planter del Recreativo de Huelva, a la campanya 00/01 debuta amb l'equip a Segona Divisió, tot jugant 29 partits. Prompte es consolida com a titular al Recreativo: entre el 2001 i el 2004 disputa 107 partits, 32 d'ells a primera divisió. Però, a partir de la temporada 04/05, la seua aportació minva i passa a la suplència.
L'estiu del 2006 deixa el Recreativo i recala a l'Hèrcules CF, on tot just apareix a 6 partits, abans de cedir-lo al mercat d'hivern al Rayo Vallecano. Tornaria al club alacantí, on no compta i és cedit de nou al FC Cartagena, de Segona B.